# Tariq Niazi
Tariq Masood Niazi (15 de marzo de 1940 – 20 de abril de 2008) fue un jugador de hockey hierba pakistaní. Ganó la medalla de plata en los Juegos Olímpicos de Tokio 1964 y el oro en México 1968. Compitió también en los Juegos Asiáticos en 1962 y 1966. El Estadio Municipal de Hockey de Mianwali fue rebautizado como el Estado Municipal Tariq Niazi en su honor.
Malik murió el 20 de abril de 2008 a los 68 años a causa de un infarto.